# Sesto Palpellio Istro
Sesto Palpellio Istro (in latino: Sextus Palpellius Hister; Colonia Pietas Iulia, 10 a.C. circa – dopo il 52/53) è stato un magistrato, senatore e militare romano, console dell'Impero romano.

## Biografia
Istro, homo novus figlio di un Publio Palpellio e forse nipote del duovir di Pola Sesto Palpellio Mancia, apparteneva alla gens Palpellia, una famiglia originaria della Colonia Pietas Iulia, in Istria (allora all'interno della regio X Venetia et Histria), dove doveva essere una delle più importanti famiglie della regione probabilmente grazie ad un'accorta scelta di schieramento nelle guerre civili.
La carriera politica di Istro è ben nota, anche se non sempre chiaramente definita. Nato attorno al 10 a.C., Istro fu straordinariamente scelto da Augusto in persona come comes del suo erede Tiberio, probabilmente quando questi andò in Germania nel 10/11: in questa occasione, fu anche tribunus militum della legio XIIII Gemina stanziata a Mogontiacum. Completato il mandato da tribuno, Istro fu Xvir stlitibus iudicandis, questore attorno al 20, tribuno della plebe, pretore attorno al 25, proconsole di una ignota provincia del popolo pretoria attorno al 30, e infine legatus Augusti pro praetore di Claudio in un'ignota provincia imperiale pretoria, probabilmente tra 41 e 43: la lunga carriera di Istro sembra perciò non essere stata affatto favorita dalla sua vicinanza a Tiberio, che non gli mostrò segni di stima e che non lo promosse rapidamente al consolato.
Istro, infatti, arrivò al consolato solo sotto Claudio, ormai ultracinquantenne: egli è attestato come console suffetto insieme all'altrettanto homo novus Lucio Pedanio Secondo in sostituzione dello stesso princeps console per la terza volta e di Lucio Vitellio console per la seconda volta, con un mandato da marzo a luglio del 43, al termine del quale furono sostituiti da Aulo Gabinio Secondo e un console finora ignoto, forse Pompeo Pedone o Publio Anteio Rufo o Gaio Calpurnio Pisone o Publio Ostorio Scapula. Durante il consolato di Istro e Secondo, Plinio il Vecchio riporta la bizzarra storia di una lustratio celebrata per la città di Roma il 7 marzo a causa dell'ingresso di un gufo nella cella del tempio capitolino.
L'ultimo incarico noto di Istro è quello di legatus Augusti pro praetore in Pannonia, dove rimase dal 49/50 al 52/53: Tacito racconta che Claudio scrisse a Istro di schierare lungo la riva del Danubio una legione e alcune truppe ausiliarie per accogliere il cacciato re degli Suebi Vannio e dissuadere i popoli bramosi di razzie come Lugii ed Ermunduri dal portare i loro saccheggi anche nella provincia romana; quando Vannio fu sconfitto dai popoli assalitori, Istro accolse l'ex re e i suoi clienti prima sulle navi disposte sul Danubio e poi in alcuni campi della Pannonia che erano stati loro assegnati.